# Acacia georginae
Acacia georginae är en ärtväxtart som beskrevs av Jacob Whitman Bailey. Acacia georginae ingår i släktet akacior, och familjen ärtväxter. Inga underarter finns listade i Catalogue of Life.

## Bildgalleri

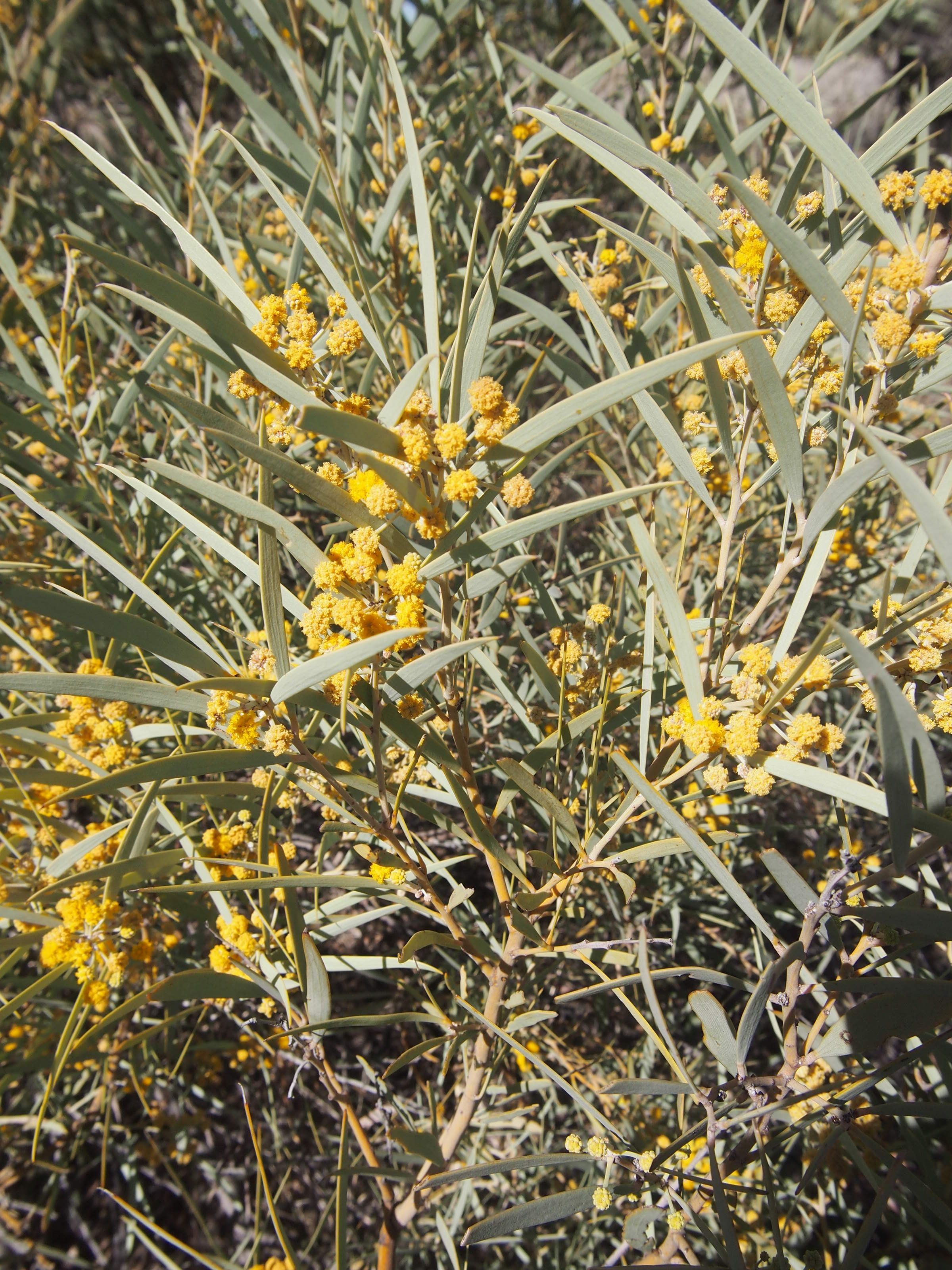
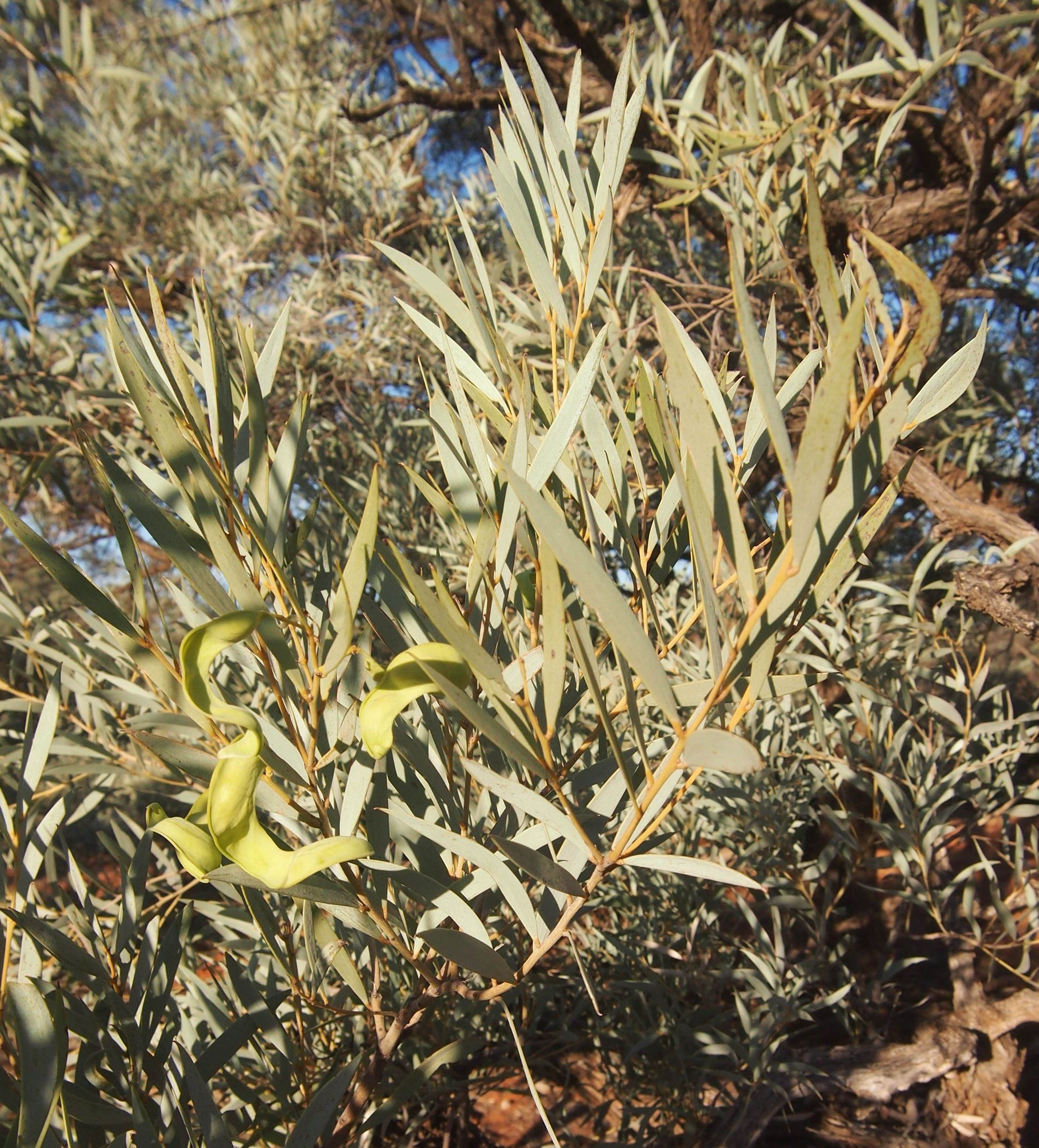
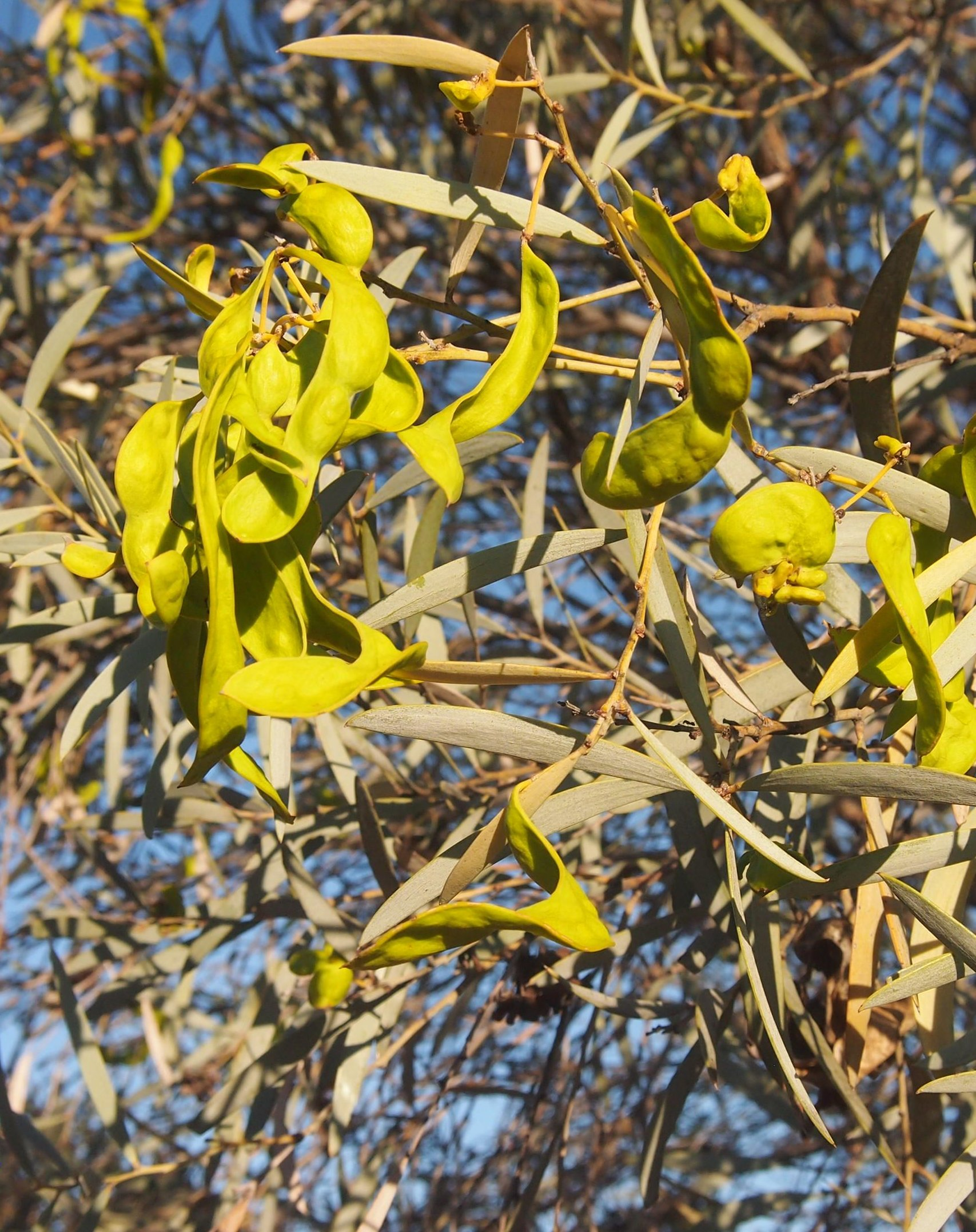
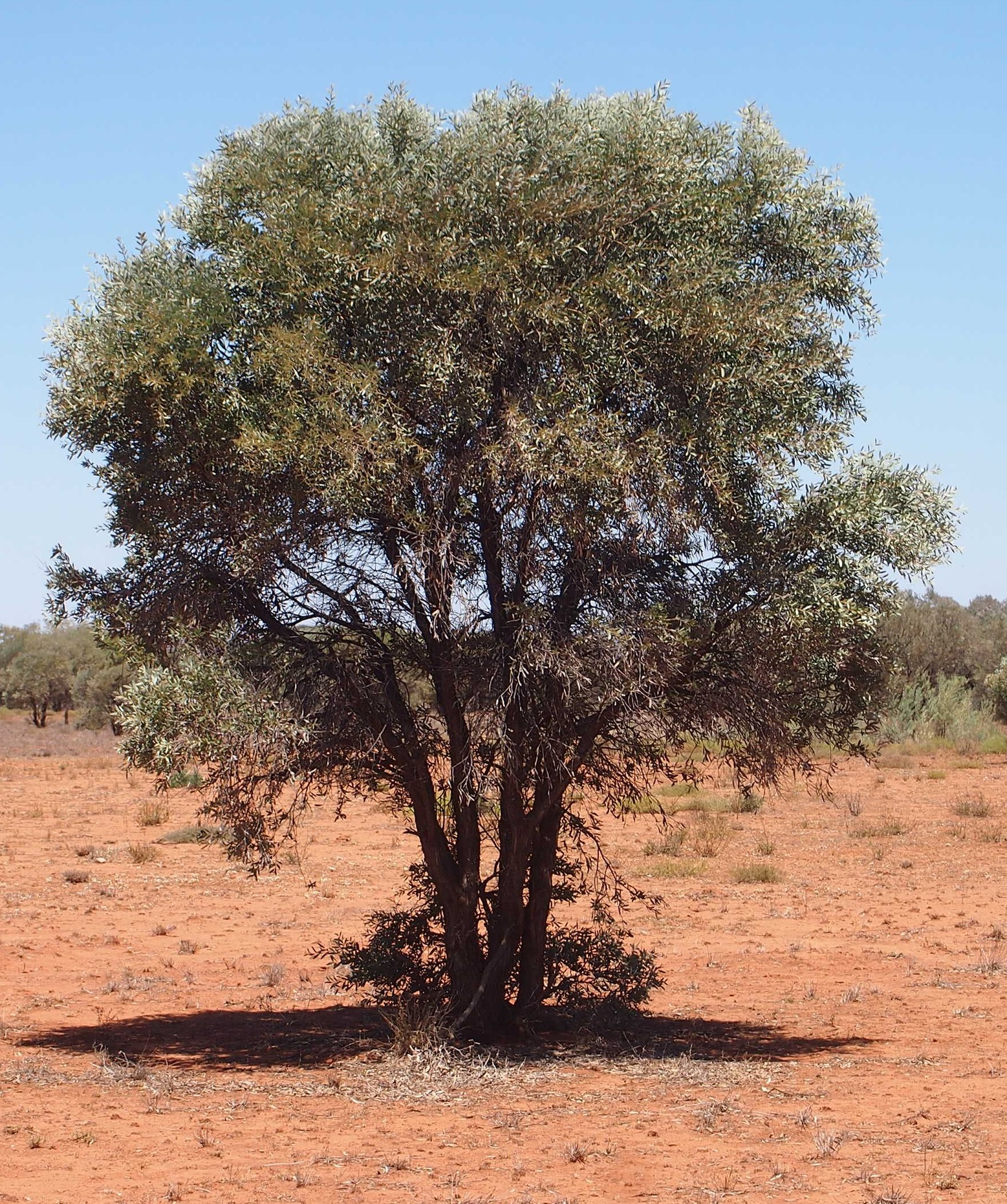